# روبرت كالدويل
روبرت كالدويل (بالإنجليزية: Robert Caldwell)‏ هو شخصية أعمال وفلاح وسياسي أمريكي، ولد في 7 مارس 1866، وتوفي في 29 أغسطس 1950. حزبياً، نشط في الحزب الجمهوري. وقد انتخب عضو جمعية ولاية ويسكونسن.